# Sami Mahlio
Sami Petteri Mahlio (Valkeakoski, 12 gennaio 1972) è un ex calciatore finlandese, di ruolo centrocampista.

## Carriera

### Club
Mahlio giocò con le maglie di VaKP, Haka, ancora al VaKP (in prestito) e al MyPa. Passò poi ai norvegesi dell'Odd Grenland, per cui debuttò nella Tippeligaen il 13 maggio 1999, quando sostituì Frode Johnsen nella sconfitta per 5-0 sul campo del Tromsø. Fu titolare nella vittoria nella finale di Coppa di Norvegia 2000.
Nel 2003 passò al Sandefjord, militante in 1. divisjon. Esordì in squadra il 13 aprile, subentrando a Geir Ludvig Fevang nel successo per 2-0 sullo Ørn-Horten. L'anno successivo si trasferì al Pors Grenland, per cui disputò il primo incontro il 12 aprile 2004, quando fu titolare nella sconfitta per 4-0 in casa dello Start.
Terminata questa esperienza, tornò in patria per giocare nelle file del Lahti. Nel 2006 tornò in Norvegia, per chiudere la carriera con la casacca del Tollnes.

### Nazionale
Mahlio giocò 25 incontri per la Finlandia, tra il 1995 ed il 2001.